# Renaud Peillard
Pas d'image ? Cliquez ici

a Compétitions nationales et continentales officielles uniquement.

b Matchs officiels uniquement.
Dernière mise à jour le  .
Renaud Peillard, né le 18 novembre 1972, est un joueur français de rugby à XV évoluant au poste de pilier pour l'USA Perpignan puis pour les Northampton Saints.
Après des débuts à l'USA Perpignan en 1993, il dispute une finale du Championnat de France en 1998 qu'il perd contre le Stade français Paris. En 2003, il est finaliste de la Coupe d'Europe mais son club s'incline contre le Stade toulousain. À partir de la saison 2003-2004, il rejoint l'Angleterre et les Northampton Saints. Cependant, une grave blessure au cou le pousse à prendre sa retraite sportive dès le mois d'octobre 2003.
Durant son passage à l'USA Perpignan, il est sélectionné en équipe de France A (équipe réserve) mais n'a jamais joué avec l'équipe de France.

## Biographie

### Carrière professionnelle
Renaud Peillard joue pour le club professionnel de rugby à XV de l'USA Perpignan au poste de pilier à partir de 1993.
Lors du Championnat de France 1997-1998, il est titulaire lors de la finale perdue, la première au Stade de France, face au Stade français Paris,.
En novembre 1998, il joue un match contre l'Australie avec l'équipe de France A (équipe réserve). L'Australie s'impose 24 à 9. En février 1999, face au FC Grenoble, il est immobilisé trois semaines après une déchirure musculaire au mollet entraînant sa sortie à vingt-cinq minutes de jeu. L'USA Perpignan s'incline 18 à 13.
En mars 2000, lors d'un match contre le Stade toulousain, Renaud Peillard reçoit un carton rouge pour un coup de genou sur Luigi Esposito à la 53e minute. Après la rencontre, le président Marcel Dagrenat part visionner la cassette vidéo afin de justifier son expulsion du terrain.
En 2002, il forme avec Michel Konieck et Stéphane de Bésombes « la plus indocile des premières lignes françaises ». Cette année-là, il participe une nouvelle fois à un match avec l'équipe de France À qui s'incline 31 à 32 face à l'Australie. Il ne peut cependant pas participer à la revanche à cause d'une déchirure aux ischios jambiers.
Le 24 mai 2003, il est titulaire avec l'USA Perpignan, associé en première ligne à Nicolas Mas et Michel Konieck, en finale de la Coupe d'Europe au Lansdowne Road de Dublin face au Stade toulousain. Les Catalans ne parviennent pas à s'imposer, s'inclinant 22 à 17 face aux Toulousains qui remportent le titre de champions d'Europe.
À partir de la saison 2003-2004, il quitte le club catalan pour rejoindre les Northampton Saints pour deux saisons,,. Cependant, dès le mois d'octobre 2003, il met fin à sa carrière prématurément après une violente blessure au cou lors d'un match des Northampton Saints contre les London Irish,,.

### Après carrière
En 2017, il participe, aux côtés de Barend Britz, Jean-François Imbernon, Thomas Lièvremont, Gérard Majoral, David Marty, Nicolas Mas, Jo Maso et David Mélé, à l'inauguration du mur des légendes de l'USA Perpignan : La Legendària.
Bien qu'ayant pris sa retraite sportive, il reste un supporter de son ancien club de l'USA Perpignan, participant à la finale du Championnat de France de 2e division 2018, avec son équipier de 1998, Sylvain Deroeux.[pertinence contestée]
En 2023, sous l'initiative de l'entraîneur de l'USA Perpignan, Franck Azéma, il participe avec d'anciens joueurs du club, comme Jacques Brunel, Nicolas Durand, Christophe Manas et Nicolas Mas, à la troisième semaine de préparation de l'USA Perpignan au CNEA de Font-Romeu,.

## Vie privée
En 2003, Renaud Peillard est marié et père de deux enfants.
Il est l'oncle de Maxime Barcia, joueur de rugby à XIII au Palau Broncos XIII.

## Palmarès
- Finaliste du Championnat de France en 1998 avec l'USA Perpignan.
- Finaliste de la Coupe d'Europe en 2003 avec l'USA Perpignan.